# 香港城市室樂團
香港城市室樂團於1999年創立，以新穎的節目編排見稱。他們在音樂的造詣使香港城市室樂團享負盛名。他們擅長小型及親切的表演，為香港文化景像增添色彩。香港城市室樂團由很多居住香港的專業音樂家所組成。他們全情投入音樂表演及教授他們擅長的樂器。他們來自十多個國家或地區，分別是香港、中國、俄羅斯、英國、澳洲、美國、韓國、日本及菲律賓。曾與樂團合作過的音樂家包括丹麥牧童笛大師帕蒂莉（Michala Petri）、法國薩克管好手戴朗高、澳洲鋼琴家胡活德（Roger Woodward）、英國單簧管神童朱里安·貝理斯、日本阿根廷式手風琴家小松亮太、中國鋼琴家孔祥東、捷克的豎琴演奏家英格列霍娃、香港男高音莫華倫、樂壇巨星奧莉花紐頓莊和張學友、維也納愛樂樂團團長何力克及華裔荷蘭籍指揮家丘健彬等。 
香港城市室樂團每年定期與國際演藝名家舉行音樂會，而且節目是十分多元化，包括巴洛克式室樂、古典交響樂和協奏曲, 弦樂的浪漫作品。當中部份成員曾為香港管弦樂團及香港室樂團之前的成員，亦有本地的自由專業音樂家。樂團以舉辦高水準的音樂會為目標，曾舉行的音樂會包括「樂靈」、「聖誕魔聲夜」、「顯赫巴羅克」、「探戈迷情夜」、「愛與死」等。
香港城市室樂團曾於2001年演出「顯赫巴羅克」演奏會，2002年與瑞典室樂合唱團在聖約翰座堂的燭光夜合作表演。2003年《雪人》與《大熊》的表演門票曾全部售罄。因為演出非常生動活潑，以各式樂器製造出各種特別音效，帶觀眾進入一個童話世界。是次表演更邀請了擅演兒童劇的詹瑞文為觀眾講故事，增加趣味性。2004年曾經在「法國五月」及「第五屆亞太口琴節二○○四香港」參加演出。2006年與來自蘇格蘭的蘇格蘭哨兵團表演「樂而忘返蘇格蘭」音樂會。由於多年來超卓的表演，香港城市室樂團在2003年5月得到香港藝術發展局頒發「藝術新進獎」。2005年亦獲得香港藝術發展局的一年計劃資助。

## 成員
（以下資料截至2010年1月6日止）
- 藝術總監：黎燕欣
- 首席指揮：尚．托勞
- 小提琴：何紅英（樂隊首席）、石家澧（第二小提琴首席）、羅莉莎、俞香、蘇艷、卞祉碩、金瑪莉、秦廣唐、梁承恩、阮碧玉、許賜來、包婷芬
- 中提琴：周迪恆（首席）、黛瑪林達僑、張經紹、鄧尼素
- 大提琴：康雅談（首席）、洪嘉儀、湯衛灝
- 低音大提琴：許裕成（首席）、雅寶詩慕華
- 長笛：胡永彥（首席）、林昱伶
- 雙簧管：黎燕欣（首席）、文燦林
- 單簧管：黃智輝（首席）、陳利安
- 巴松管：黎山度（首席）、張安琪
- 圓號：裘德禮（首席）、金約翰
- 小號：李家耀
- 長號：彭禮傑（首席）
- 定音鼓/敲擊樂：吳美瑩（首席）、蔡淑芬
- 豎琴：艾美雪（首席）
- 古鍵琴：鍾裕森（首席）
- 鋼琴：辛雅麗（首席）

## 外部連結
- 香港城市室樂團--官方網頁
- 香港藝術發展局頒發藝術新進獎
- 《雪人》與《大熊》 （页面存档备份，存于）
- 香港城市室樂團以美妙樂曲與您「送夏迎春」[永久]
- 「顯赫巴羅克」演奏會[永久]
- 澳洲國寶鋼琴家胡活德與香港城市室樂團合作演出 （页面存档备份，存于）
- 城市室樂團伴你樂而忘返蘇格蘭[永久]